# Epichrysomalla atricorpus
Epichrysomalla atricorpus är en stekelart som beskrevs av Girault 1915. Epichrysomalla atricorpus ingår i släktet Epichrysomalla och familjen fikonsteklar. Inga underarter finns listade i Catalogue of Life.